# Kathleen Jordan
Kathleen Jordan ist eine amerikanische Fernsehautorin und Showrunnerin, bekannt für die Kreation der Netflix-Serie „Teenage Bounty Hunters“ und der HBO-Serie „The Decameron“. Sie ist die Tochter von Hamilton Jordan, der als Stabschef unter Präsident Jimmy Carter diente.

## Kindheit und Ausbildung
Jordan wuchs in Buckhead, einem konservativen Viertel von Atlanta, Georgia, in einer Familie auf, die sie als „sehr liberal und demokratisch“ beschrieben hat. Sie besuchte eine christliche Privatschule namens Willingham, eine Erfahrung, die später ihre kreative Arbeit, insbesondere „Teenage Bounty Hunters“, beeinflussen sollte. Während ihrer High-School-Zeit hatte sie das Gefühl, nicht ganz in das konservative Umfeld zu passen, was die Themen prägte, die sie später in ihren Drehbüchern untersuchen sollte.

## Karriere
Jordan hat sich als Fernsehautorin und Showrunnerin etabliert. Zu ihren bekanntesten Werken gehören:

### Teenage Bounty Hunters
Jordan schuf die Netflix-Serie „Teenage Bounty Hunters“, die stark von ihren persönlichen Erfahrungen während ihrer Kindheit in Atlanta beeinflusst war. Die Serie untersucht die Schnittstelle von konservativen christlichen Werten und jugendlicher Sexualität, Themen, die Jordan als von ihrer eigenen Erziehung inspiriert bezeichnet hat. In Interviews erwähnte sie, dass die Figur Blair auf ihren eigenen Unsicherheiten, Fantasien, Wünschen und Erfahrungen an ihrer christlichen Privatschule beruht.
Über den Ansatz der Serie zu Religion und Sexualität sagte Jordan: „Religion und Sex sind so viel komplizierter als die binären Vorstellungen, die wir von ihrer Überschneidung haben.“ Sie betonte, wie wichtig es sei, religiöse Themen mit Respekt zu behandeln, ohne sich dabei „zurückzuhalten“, und merkte an, dass sie beabsichtigte, dass die Serie „aufgeschlossen und agnostisch gegenüber Religion“ sein sollte.

### The Decameron
Jordan schuf und war Showrunnerin der HBO-Serie „The Decameron“, die von Giovanni Boccaccios gleichnamiger Novellensammlung aus dem 14. Jahrhundert inspiriert ist. Sie entwickelte die Serie während der COVID-19-Pandemie und fand Parallelen zwischen der historischen Beulenpest und den modernen Pandemieerfahrungen.
In Interviews erwähnte Jordan, dass sie sich von Boccaccios Decamerone als Ausgangsmaterial angezogen fühlte, weil dieser Stoff eine Möglichkeit bot, kollektive Pandemieerfahrungen mit „ironischer Distanz“ zu verarbeiten. Sie hatte zuvor in der High School Canterbury Tales gelesen und während der COVID-19-Pandemie Boccaccios Decamerone wiederentdeckt. Jordan beschrieb, dass sie „das Gerüst des Textes“ nahm und gleichzeitig neu interpretierte, „was wirklich passieren würde, wenn eine Gruppe wohlhabender Leute glaubte, dass Geld sie vor dem Tod retten würde“.
Obwohl die Serie von Boccaccios Werk inspiriert ist, stellte Jordan klar, dass die Ähnlichkeiten hauptsächlich in „der Keimzelle und der Struktur des Konzepts und dem Geist der Serie“ liegen.

### Andere Projekte
Im Januar 2025 unterzeichnete Jordan einen Zweijahresvertrag mit HBO und dessen Streaming-Dienst. Obwohl sie Berichten zufolge eine der Finalistinnen für die Leitung der HBO-Serie „Harry Potter“ war, wurde sie letztendlich nicht für dieses Projekt ausgewählt, entwickelt aber weiterhin andere Projekte mit Warner Bros. Discovery.

## Privatleben
Jordan ist die Tochter von Hamilton Jordan, der während der Präsidentschaft von Jimmy Carter als Stabschef des Weißen Hauses diente. Sie vollendete die unvollendeten Memoiren ihres Vaters, „Boy From Georgia: Coming of Age In The Segregated South“, die posthum veröffentlicht wurden.
Jordan lebt in Los Angeles, Kalifornien. Sie schrieb „The Decameron“, als sie im achten Monat schwanger war, während der COVID-19-Pandemie.

## Filmografie
| Jahr | Titel                       | Funktion                          | Anmerkungen       |
| ---- | --------------------------- | --------------------------------- | ----------------- |
| 2024 | The Decameron               | Schöpferin, Autorin, Showrunnerin | Netflix-Miniserie |
| 2020 | Teenage Bounty Hunters      | Schöpferin, Autorin, Produzentin  | Netflix-Serie     |
| 2019 | American Princess           | Autorin                           | Fernsehserie      |
| 2015 | Threesome                   | Autorin                           | Fernsehserie      |
| 2015 | Pacific Warriors            | Associate Producer                | Fernsehserie      |
| 2015 | The Prancing Elites Project | Associate Producer                | Fernsehserie      |